# Eduard Pfuhl
Carl Eduard Pfuhl (* 28. Juni 1852 in Berszienen, Kreis Insterburg; † 21.  Juli 1917 in Berlin) war ein deutscher Hygieniker und Sanitätsoffizier. Er war ein enger Mitarbeiter Robert Kochs und dessen Schwiegersohn.

## Leben und Wirken
Pfuhl wurde als Sohn eines Gutsbesitzers in Ostpreußen geboren. Er studierte von 1873 bis 1876 am Medicinisch-chirurgischen Friedrich-Wilhelms-Institut in Berlin. 1874 wurde er im Pépinière-Corps Franconia recipiert. An die Charité kommandiert, wurde er im Juli 1876 an der Friedrich-Wilhelms-Universität zu Berlin zum Dr. med. promoviert. 1878 wurde Pfuhl Assistenzarzt und war 1878 bis 1881 an das Krankenhaus zur Barmherzigkeit in Königsberg i. Pr. abgeordnet. Anschließend erfolgte die Verwendung als Truppenarzt in Thorn. 1886 wechselte er an das Friedrich-Wilhelms-Institut, wo er bis 1891 verblieb. Nachfolgend war er bis 1894 als Assistent am Institut für Infektionskrankheiten in Berlin tätig, das 1891 gegründet worden war und unter Leitung von Robert Koch – Pfuhls Schwiegervater – stand. Hier war Pfuhl unter anderem mit Untersuchungen zur Epidemiologie der Cholera beschäftigt. Von 1894 bis 1898 war Pfuhl in Straßburg stationiert und dort im Sanitätsdienst bei verschiedenen Truppenteilen tätig. Eduard Pfuhl hatte sich in Straßburg im Fach Hygiene habilitiert und kehrte 1898 an die Berliner Akademie zurück, die mittlerweile zur Kaiser-Wilhelms-Akademie für das militärärztliche Bildungswesen (KWA) geworden war. Er leitete hier das hygienisch-chemische Laborium und wurde 1890 zum Professor ernannt. Er schied 1908 als Generaloberarzt aus dem Sanitätsdienst aus und war wieder im Institut für Infektionskrankheiten tätig.
Mit Georg Gaffky wirkte er an den von Julius Schwalbe 1912 herausgegebenen gesammelten Werke Roberts Kochs mit.
Pfuhl heiratete 1888 Luise Mathilde Gertrud Koch (1868–1945), die Tochter Robert Kochs. Das Paar hatte drei Söhne, darunter den Anatomen Wilhelm Pfuhl (1889–1956).

## Veröffentlichungen (Auswahl)
- Ueber die zur Zeit üblichen Methoden der Wundbehandlung. Lange, Berlin 1876, Dissertation.
- Ueber die Desinfection der Latrinen mit Kalk. In: Zeitschrift für Hygiene. Band 7, 1889.
- Desinfektionsanstalten und Desinfektionsapparate. In: Emil von Behring (Hrsg.): Die Bekämpfung der Infectionskrankheiten. Hygienischer Theil. Verlag von Georg Thieme, Leipzig 1894, doi:10.17192/eb2013.0119.
- Beiträge zur Kenntnis der Uebertragung des Typhus durch Nahrungsmittel. In: Gedenkschrift für den verstorbenen Generalstabsarzt Dr. Rudolph v. Leuthold. Mittler, Berlin 1906.
- Über die Verunreinigung des Inhalts von Konservenbüchsen nach der Sterilisation. In: Zeitschrift für Hygiene und Infektionskrankheiten. 61, 1908.
- Robert Kochs Entwicklung zum bahnbrechenden Forscher. Verlag von Georg Thime, Leipzig 1912. (Sonderdruck in Deutsche medizinische Wochenschrift).